# 因為你所以我存在
《因為你所以我存在》是嵐的第五枚單曲。於2001年4月18日發行。唱片公司為波麗佳音。

## 解說
- 為與《感謝感激暴風雨》相隔約五個月發行的單曲。

## 收錄曲
1. 因為你所以我存在（君のために僕がいる）
（作詞：大倉浩平　作曲：馬飼野康二）
森永乳業Eskimo Pino廣告歌
2. 決不分離!（はなさない!）
（作詞：牧穗EMI　作曲：長岡成貢）
3. 因為你所以我存在（Original Karaoke）
4. 決不分離!（Original Karaoke）